# Deng Xiaoping
Deng Xiaoping, ursprungligen Deng Xiansheng, född 22 augusti 1904  i Guang'an, Sichuan, död 19 februari 1997 i Peking, var en ledande politiker i Kinas kommunistiska parti. Han var Kinas högste ledare från 1978 (två år efter Mao Zedongs död) till sin egen död 1997. Deng tillhörde hakkaminoriteten och kom ursprungligen från Sichuanprovinsen i sydvästra Kina. Han bedrev under det tidiga 1920-talet universitetsstudier i Paris, Frankrike.
Han betraktas som det post-maoistiska, reformvänliga, och mot omvärlden mer öppna, Kinas arkitekt. Hans politiska idéer, kallade Deng Xiaoping-teori (förenklad kinesiska: 邓小平理论), är idag inskrivna i den kinesiska grundlagen tillsammans med marxism-leninism, Mao Zedong-tänkande och De tre representationerna.

## Barndomsår
Deng föddes som äldste son i syskonskara på fyra barn i en relativt välmående bondefamilj från hakka-minoriteten i den lilla byn Paifang i Guang'an härad, Sichuan-provinsen. Byn hade fått sin namn av en portarkad (paifang) som rests till minne av en framstående anfader till Deng som återvänt till byn 1774. Flera av Dengs förfäder hade fått examina i det kejserliga examensväsendet och därför blivit utnämnda till ämbetsmän i statsförvaltningen. Dengs far Wenming tog dock aldrig någon examen och fick kämpa mot hårdnande ekonomiska villkor under det sena 1800-talet. Eftersom det kejserliga examensväsendet hade avskaffats under Qingdynastins reformprogram 1905 var det uteslutet att ge Deng en traditionell utbildning och hans föräldrar sände honom i stället till den enda skolan i Guang'an. Deng gjorde bra ifrån sig i studierna och påverkades av de nya radikala stämningarna under Fjärde maj-rörelsen. På inrådan av Dengs lärare ändrade Dengs far hans namn till Deng Xixian (鄧希賢), vilket var det namn Deng kom att använda fram till 1927.

## Ungdom

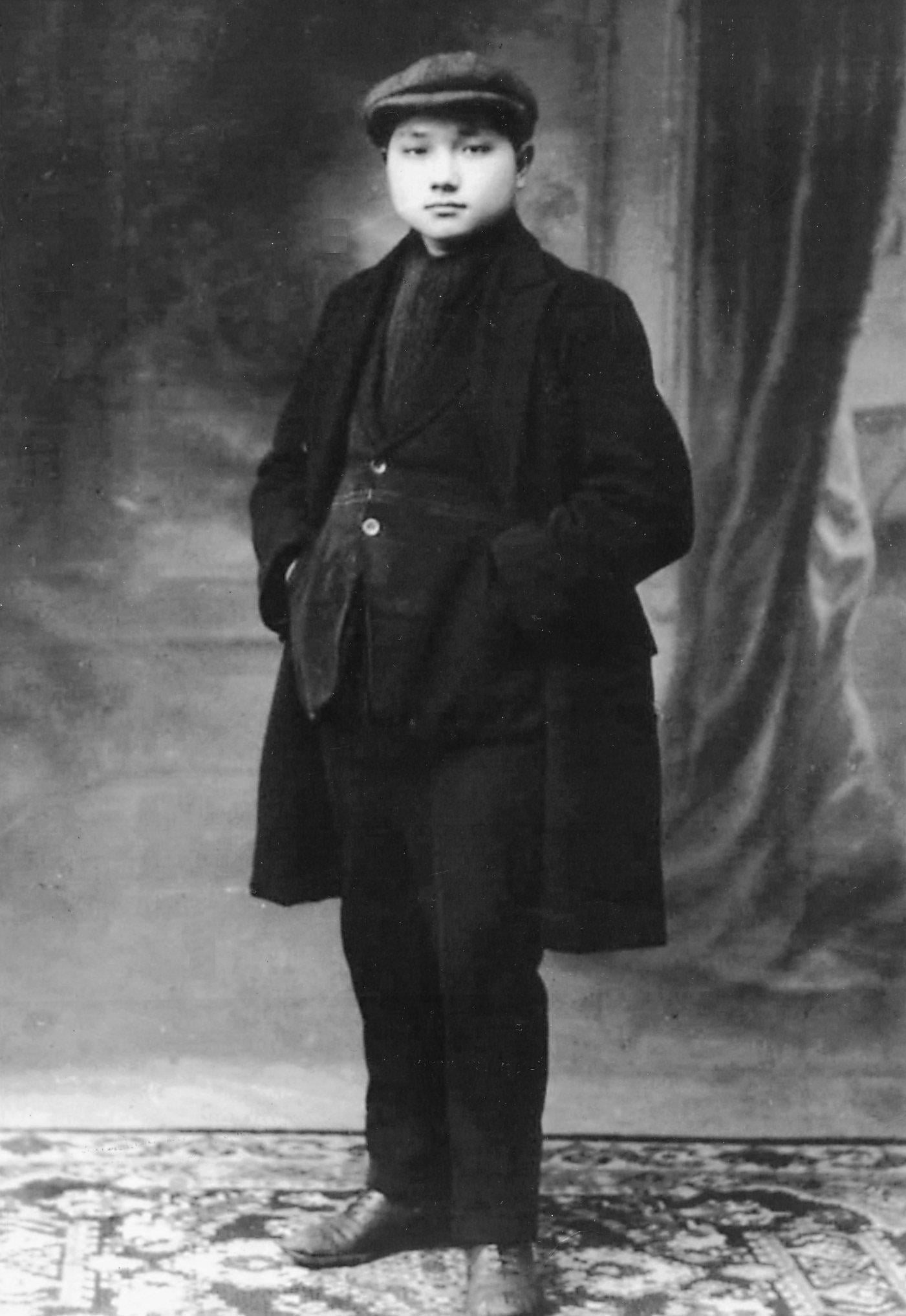
Deng som student i Frankrike, 16 år gammal.

1920 sändes den studiebegåvade Deng till Frankrike tillsammans med tusentals andra kinesiska studenter för att delta i ett program som kombinerade studier med arbete (Mouvement Travail-Études). Han började sina studier i mellanskola i Bayeux, arbetade en kort tid vid en av Schneider Electrics vapenfabriker och fortsatte sedan arbeta vid Hutchinsons gummifabrik i Châlette-sur-Loing. Han försökte få ihop pengar till att studera vid en högskola i Châtillon-sur-Seine, men tvingades återvända till Hutchinson en tid på grund av brist av pengar. De följande fem åren levde han en kringflackande tillvaro mellan olika jobb och olika studentaktiviteter.
Under denna tid umgicks han flitigt med andra radikala kinesiska studenter som Li Weihan, Zhou Enlai och Chen Yi. Deng gick snart med i det nygrundade Kinas kommunistiska ungdomsförbund blev därmed automatiskt medlem i Kinas kommunistiska parti. På uppmaning av Komintern blev han också medlem i det nationalistiska partiet Kuomintang, som var i allians med kommunisterna i mitten på 1920-talet. Deng fick allt mindre tid över till sina studier och lärde sig aldrig behärska det franska språket. I samband med att han inträdde i den kommunistiska rörelsen bröt han med sina föräldrar och han återvände aldrig till sin hembygd.
1926 reste han till Sovjetunionen för att studera vid Sun Yat-sen-universitetet i Moskva, där han studerade marxismen-leninismen och ryska språket, men han lyckades aldrig lära sig ryska heller. Bland hans kurskamrater fanns Chiang Ching-kuo, nationalistledaren Chiang Kai-sheks ende biologiske son. I Sovjetunionen fick Deng bevittna framgångarna med den marknadsinriktade Nya Ekonomiska Politiken som skapat ett relativt välstånd efter krigskommunismen.

## Tidig karriär som kommunistisk aktivist
I januari 1927 återvände Deng Xiaoping till Kina och i mars månad anslöt han sig till krigsherren Feng Yuxiangs armé i Shanxi, som var allierad med Kuomintang och deltog i Norra expeditionen för att ena Kina. När alliansen mellan kommunisterna och Kuomintang bröt samman senare samma år, tog Feng Yuxang parti för Kuomintang och lät Deng Xiaoping fly så han kunde nå kommunistpartiets underjordiska central i Shanghai. I samband med att Deng Xiaoping gick under jorden ändrade han sitt namn till "Xiaoping," vilket betyder "liten och vanlig". Den 7 augusti 1927 deltog Deng i en extrainsatt konferens med partiets centralkommitté, där han träffade Mao Zedong för första gången.
De följande åren levde Deng hemligt i Shanghai under täckmanteln att vara en rik affärsman. Han extravaganta livsstil bekostades delvis av fadern som gett sonen lån under falska förespeglingar. Våren 1928 gifte sig Deng med Zhang Xiyuan vid en påkostad ceremoni i Shanghai, vilken finansierats av Dengs far.
1929 sände partiet Deng till Guangxi-provinsen för att skapa en allians med lokala krigsherrar och bygga upp ett kommunistiskt basområde i Baise och Longzhou, nära gränsen till Yunnan-provinsen. När de dominerade krigsherren Li Zongren återvände till provinsen jagades Dengs styrkor på flykten och Deng fick åter bege sig till Shanghai för att invänta partiets order. Medan Deng var i Guangxi avled hans hustru och första barn i januari 1930 i sviterna efter en svår förlossning och han fick aldrig tillfälle att närvara vid begravningen.

## Karriär i den kinesiska sovjetrepubliken och under Långa marschen

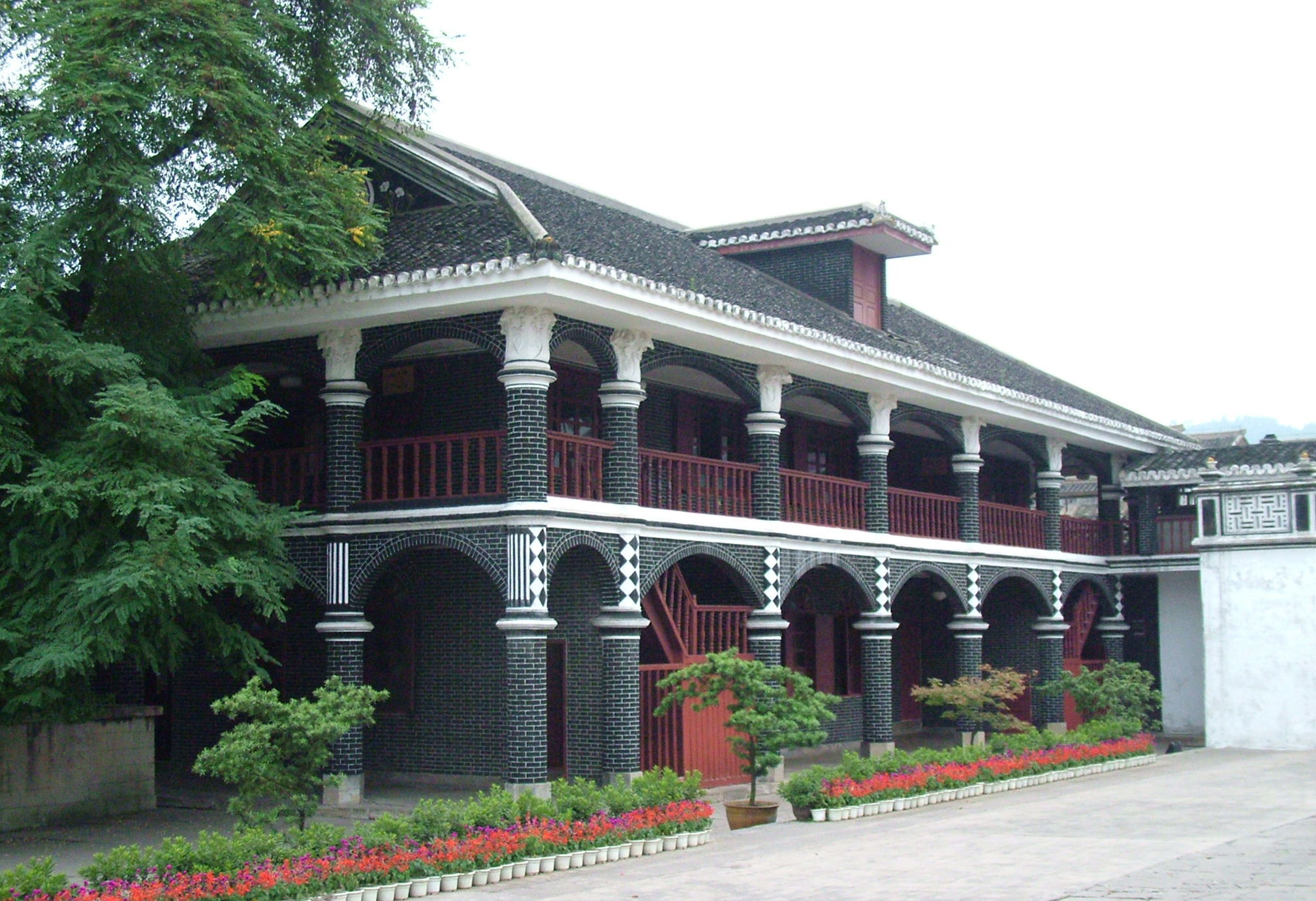
Zunyikonferensens mötessal.

Efter Dengs misslyckade uppdrag i Shanxi och Guangxi fick han vänta ett tag på nya uppdrag, men 1931 fick han tillåtelse att ansluta sig till den nyutropade Kinesiska sovjetrepubliken i Jiangxi, där han snabbt anslöt sig till Mao Zedongs radikala falang. Deng blev snart utnämnd till partichef i sovjetens huvudstad Ruijin och steg därför gradvis i partihierarkin. När kommunistpartiet tvingades retirera ut ur Jiangxi i det som kom att bli känt som den långa marschen hade Deng blivit en ledande partimedlem och vid Zunyikonferensen i januari 1935 tog han ställning för Maos fraktion i politbyrån, även om han inte formellt var ledamot i politbyrån. Under den Långa marschen tjänstgjorde Deng som propagandakader och gav ut partitidningen "Den röda stjärnan".

## Det kinesisk-japanska kriget och det kinesiska inbördeskriget

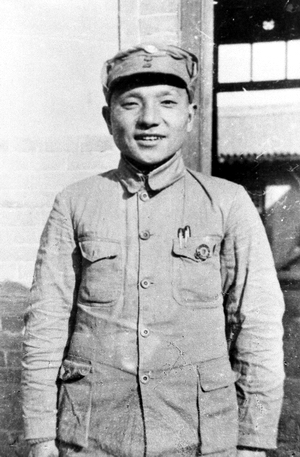
Deng i Nationella revolutionära arméns uniform, 1937.

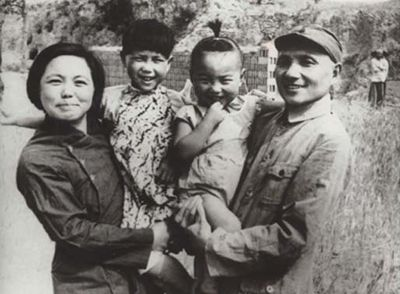
Deng Xiaoping med sin hustru Zhuo Lin och barn, 1945.

Strax efter det att kommunisterna etablerat en ny maktbas i Yan'an bröt det andra kinesisk-japanska kriget ut och kommunisterna och Kuomintang inträdde i ett nytt samarbete i motståndet mot Japan. Som en del i alliansen ombildades den kommunistiska Röda armén till den "Åttonde Routearmén" och den "Nya fjärde armén" inom den Nationella revolutionära armén. Mao Zedong utnämnde Deng Xiaoping till politisk kommissarie i den 129:e divisionen i den Åttonde routearmén som löd under general Liu Bocheng, vilket innebar att Deng fick ett stort inflytande över trupperna. Under de år som följde utvecklade Deng och Liu ett nära samarbete. Mitt under kriget lärde Deng känna Zhuo Lin och 1939 gifte de sig i närvaro av Mao, Liu Shaoqi och Li Fuchun.
Vid slutet av andra världskriget var Deng den högst rankande kommunistiske kadern i Jin-Ji-Lu-Yu-området, en gränsregion som omfattade provinserna Hebei, Shanxi, Shandong och Henan. När det kinesiska inbördeskriget bröt ut 1946 fick Deng och Liu Bocheng i uppdrag att bygga upp en bas i norra Kina och han spelade en avgörande roll i Huaihai-kampanjen som befäste kommunisternas seger.

## Ledande roll i den nya folkrepubliken
Efter Folkrepubliken Kinas grundande 1949 blev Deng utsedd till partisekreterare över den sydvästra regionen och höll denna position fram till 1952. I denna kapacitet hade han bland annat ansvar för införlivandet av Tibet i den nya staten. 1953 ersatte Deng Bo Yibo som finansminister och genomförde i denna roll den första femårsplanen.
Dengs ställning som en av Kinas viktigaste politiker befästes på den Åttonde partikongressen 1956, då han valdes in i politbyrån och utsågs till generalsekreterare i kommunistpartiet. I denna kapacitet fick han ansvar för den dagliga skötseln av partiets angelägenheter, medan Mao Zedong frivilligt intog en mer undanskymd roll. Som generalsekreterare hade Deng bland annat övergripande ansvar för antihögerkampanjen 1957 och det Stora språnget 1958-1962. Han fick även Maos förtroende att resa flera gånger till Sovjetunionen för att bedriva polemik mot Sovjetunionens kommunistiska parti.

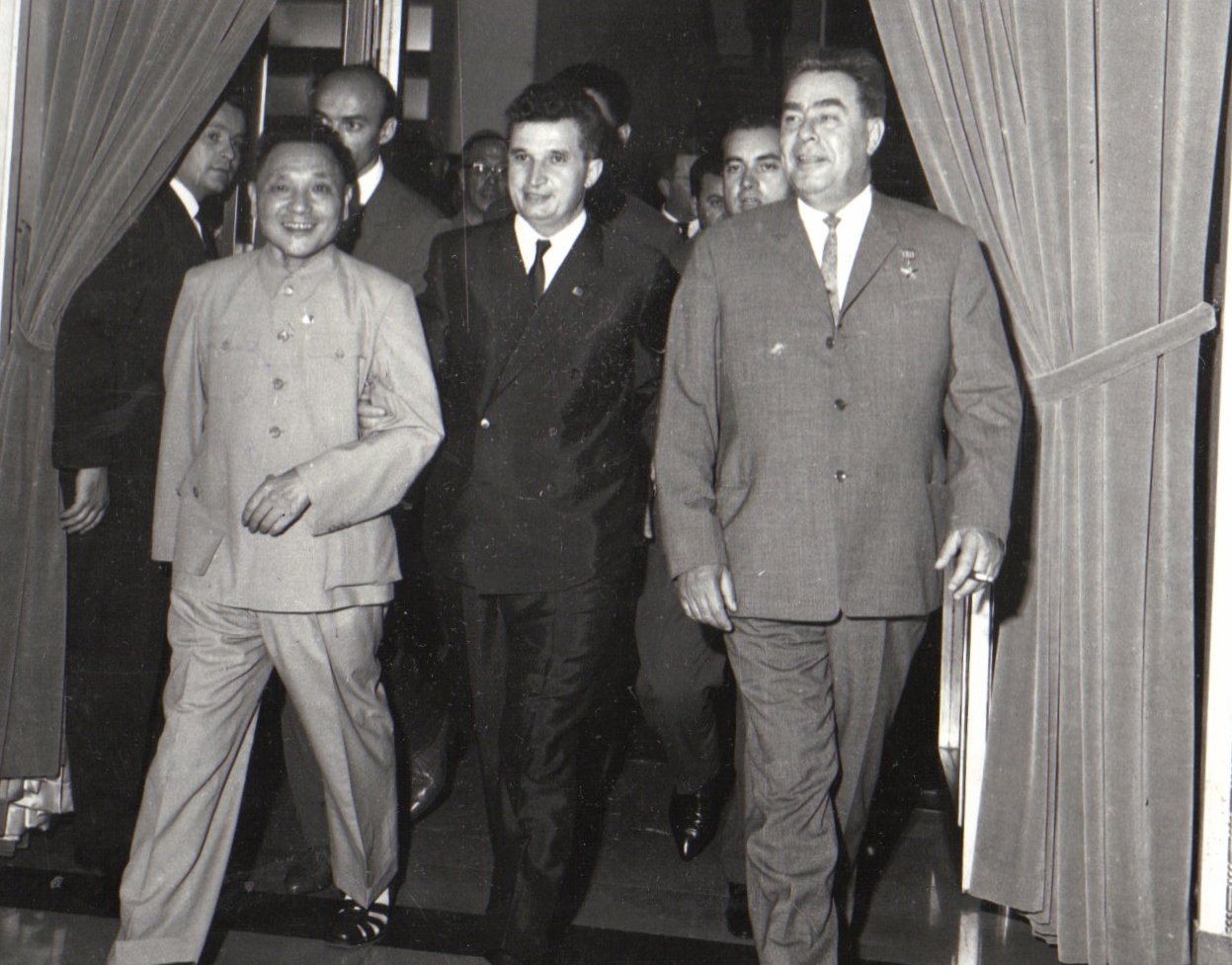
Deng träffar Nicolae Ceaușescu och Leonid Brezjnev under Rumänska kommunistpartiets nionde kongress, juli 1965.

När det Stora språnget ledde till svår hungersnöd var det Deng och Liu Shaoqi som fick i uppdrag att återställa den svårt sargade ekonomin under början på 60-talet. För att få i gång livsmedelsproduktionen uppmuntrade Deng det så kallade hushållskontraktssystemet, enligt vilket bondehushåll själva fick förfoga över eventuellt överskott efter det att man uppfyllt de statliga kvotera, något som gav bönder materiella incitamenten att öka produktionen. Denna pragmatiska attityd brukade Deng sammanfatta i talesättet "Det spelar ingen roll om katten är svart eller gul så länge som den fångar möss", en formulering som han använde i flera tal kring 1962.
Mao reste inga offentliga invändningar mot den nya ekonomiska politiken, men misstänkte privat att Deng och Liu försökte återinföra kapitalismen i Kina och att de skulle ta avstånd från honom på samma sätt som Chrusjtjov fördömt Stalin efter dennes död. Därför började Mao planera en ny massrörelse inom den kulturella sektorn för att jaga ut "kapitalistfarare" och "revisionister" ur partiet. I slutet på 1965 inledde Mao således "kulturrevolutionen" med stöd av sin hustru Jiang Qing, sin spökskrivare Chen Boda, försvarsministern Lin Biao, underrättelseofficeren Kang Sheng samt en grupp kulturradikaler kring Zhang Chunqiao och Yao Wenyuan i partiets Shanghai-avdelning.

## Kulturrevolutionen
När Kulturrevolutionen bröt ut med full styrka sommaren 1966 föll i Deng i onåd på grund av sin nära koppling till Liu Shaoqi och förföljdes av rödgardister som "Kinas andra kapitalistfarare". Deng berövades alla sina poster i stat och parti, men till skillnad från Liu uteslöts han aldrig från kommunistpartiet, detta då Mao Zedong ville hålla Deng i reserv i fall han skulle komma till användning senare. I oktober 1967 slängdes Deng och hans hustru Zhuo Lin ut ur sin bostad i regeringskvarteret Zhongnanhai och försattes i husarrest i Peking, där de hölls isolerade i två år utan möjlighet att se sina barn, som förföljdes på grund av sin far.
När kinesisk-sovjetiska gränskonflikten 1969 bröt ut i mars fruktade partiledningen en invasion från Sovjetunionen och inledde en evakuering av viktiga personer från Peking. Den 22 oktober 1969 sattes Deng och hustru på en Iljusjin Il-14 utan att veta sin slutdestination och flögs ut till Xinjian härad strax utanför Jiangxis provinshuvudstad Nanchang. När de anlänt till Xinjian tilldelades Deng lättare arbetsuppgifter vid en traktorfabrik. Så småningom fick Deng börja träffa sina barn och barnbarn. Förvissad om att Mao skulle komma på bättre tankar och rehabilitera honom, så skrev Deng regelbundet brev till Mao för att visa sin lojalitet och erbjuda sina tjänster. 

## Deng Xiaopings återkomst

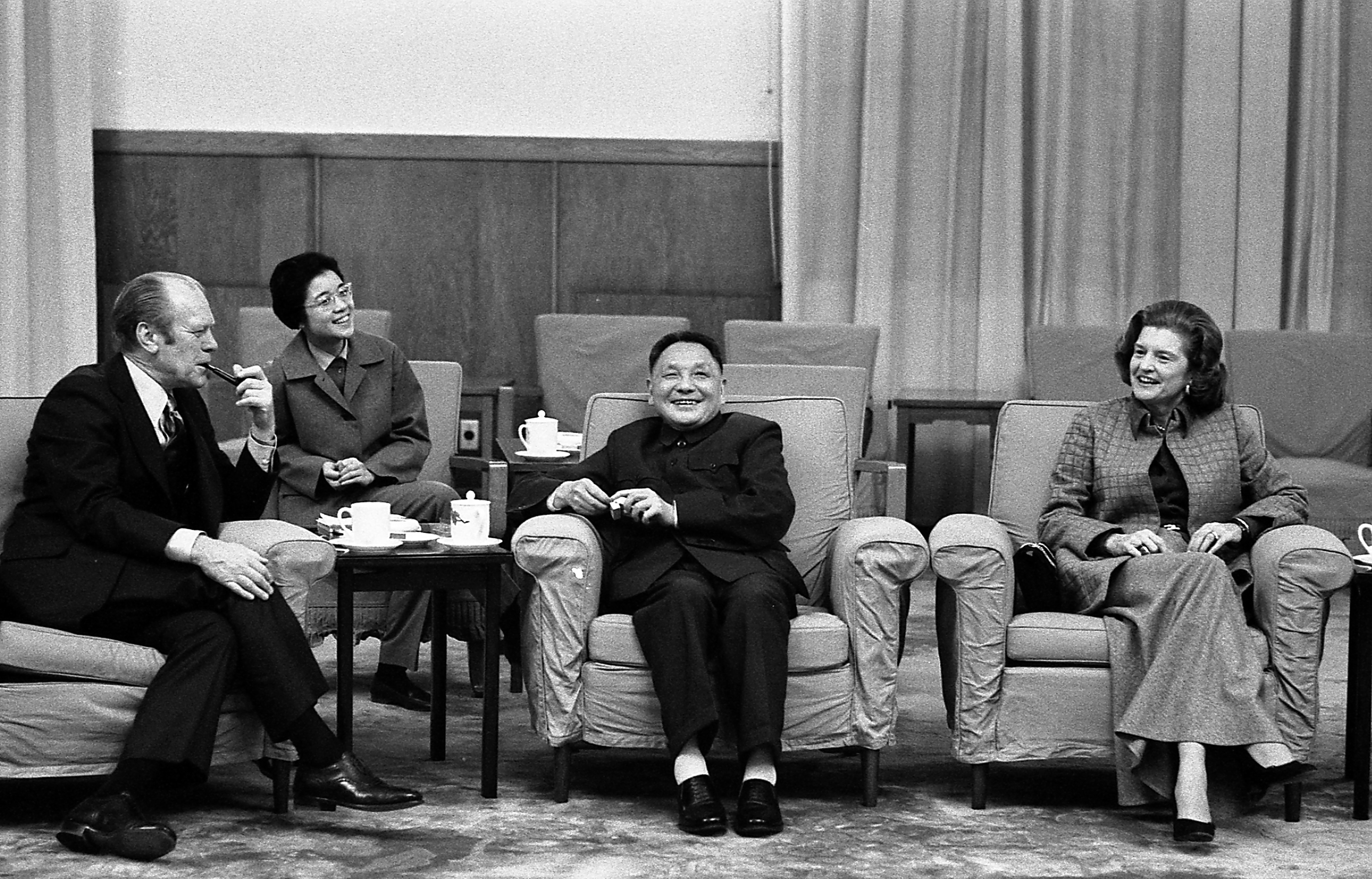
USA:s president Gerald Ford träffar Deng i Peking, 3 december 1975.

Efter att Chen Yi avlidit i januari 1972 deltog Mao vid minnesceremonin, där han antydde att Deng Xiaoping borde rehabiliteras för att understödja Zhoun Enlai som var dödssjuk i cancer.  Rehabiliteringen drog ut på tiden, men i februari 1973 återvände Deng med sin familj till Peking. Den 9 mars utnämndes Deng till förste vice premiärminister och i oktober samma år blev han invald i politbyrån, varefter han i Zhous frånvaro skötte landets dagliga angelägenheter. Den 10 april 1974 fick Deng på Maos uppdrag tala inför FN:s generalförsamling, där han lade fram KKP:s linje om de "tre världarna".
Mao använde dock gruppen kring Jiang Qing, ”De fyras gäng”, som en motvikt mot Dengs inflytande och kring 1975 bestämde sig Mao för att Deng åter gått för långt och tvingade honom att genomföra självkritik inför politbyrån i januari 1976. När massprotester till stöd för den nyligen avlidne premiärministern bröt i Peking och flera andra städer i april 1976 fick Deng skulden för oron och tvingades han avsäga sig alla poster inom partiet. Därefter sökte Deng sin tillflykt till general Xu Shiyous militära högkvarter i Guangzhou för att invänta den vidare politiska utvecklingen.
När Mao avled i september 1976 efterträdde den relativt oerfarne lokalpolitikern Hua Guofeng honom på alla poster. Hua fruktade att De fyras gäng skulle genomföra en statskupp mot honom, varför han allierade sig med partiveteraner som Ye Jianying och Li Xiannian för att arrestera Jiang Qing, Zhang Chunqiao, Yao Wenyuan och Wang Hongwen i oktober 1976. Hua hade ingen avsikt att avvika från Mao Zedongs politik, men övertalades att rehabilitera Deng Xiaoping, vilket skedde i juli 1977, då Deng återfick sin ställning som ledamot i politbyråns ständiga utskott, centralkommittén, vice ordförande i centrala militärkommissionen och vice premiärminister.

## Kinas ledare
Vid den elfte centralkommitténs tredje plenarsammanträde den 18-22 december 1978 lyckades Deng utmanövrera Hua Guofeng som Kinas egentlige ledare, även om han lät Hua behålla flera av sina formella poster ytterligare ett par år. Trots att Deng nu var Kinas mäktigaste man tog han aldrig upp de högsta posterna inom stat och parti, utan lät yngre reformivrare i partiet sköta reformarbetet och det dagliga styret av landet. Zhao Ziyang utsågs till premiärminister 1980, medan Hu Yaobang tog över det formella ledarskapet över kommunistpartiet 1981. När den huvudsak ceremoniella posten som Kinas president återinrättades 1983 fick Li Xiannian uppbära det uppdraget. Deng utövade istället sitt politiska inflytande som ledamot av politbyråns ständiga utskott och som ordförande i Centrala militärkommissionen, vilket innebar att han i praktiken var landets överbefälhavare.
Till skillnad från sin företrädare byggde Deng inte upp någon personkult kring sig själv utan skapade en istället blygsam image kring sin person och betonade att landet stod under ett kollektivt ledarskap. Efter att han återkommit till makten valde han att inte flytta tillbaka till regeringskvarteren i Zhongnanhai, utan flyttade istället in i ett stort tvåvåningshus nära Tian'anmen. Deng kom att leva här resten av sitt liv i relativ avskildhet tillsammans med sin storfamilj.

## Politisk omorientering
Så snart Deng satt säkert vid makten började han rehabilitera många av offren för kulturrevolutionen och tidigare politiska kampanjer under Maos tid vid makten. Redan 1978 omvärderades protesterna vid Himmelska fridens torg i april 1976, som lett till Dengs fall, och förklarades vara en "patriotisk rörelse". Liu Shaoqi, som avlidit under kulturrevolutionen, återfick postumt sitt partimedlemskap och förärades med en officiell minnesceremoni den 17 maj 1980. De fyras gäng åtalades i en tevesänd skådeprocess 1981, där Yao Wenyuan och Wang Hongwen dömdes till 20 respektive livstids fängelse, medan Zhang Chunqiao och Maos hustru Jiang Qing dömdes till döden. Dödsstraffen omvandlades senare till livstids fängelse. Även Chen Boda dömdes till ett långvarig fängelsestraff och Kang Sheng uteslöts postumt ur partiet.
Den 27 juni 1981 kröntes Deng Xiaopings politiska omorientering med att den elfte centralkommitténs sjätte plenarsession antog en officiell resolution som omvärderade kulturrevolutionen och indirekt kritiserade Mao för dennes politiska misstag.
Deng var dock en bestämd motståndare till genomgripande politiska reformer och redan den 30 mars 1979 förklarade han att kommunistpartiets maktmonopol inte fick ifrågasättas, vilket hans slog fast i den "fyra grundprinciperna". Enligt dessa principer skulle Kina hålla fast vid:
1. Den socialistiska vägen;
2. Folkets demokratiska diktatur;
3. Kommunistpartiets ledande roll; och
4. Marxism-leninismen och Mao Zedongs tänkande.

För att statuera ett exempel lät han arrestera den politiske dissidenten Wei Jingsheng i mars 1979, som krävt demokratisering av Kina och kallat Deng Xiaoping för en despot i en väggtidning. Wang dömdes till 15 års fängelse i en tevesänd rättegång.

## Utrikespolitik

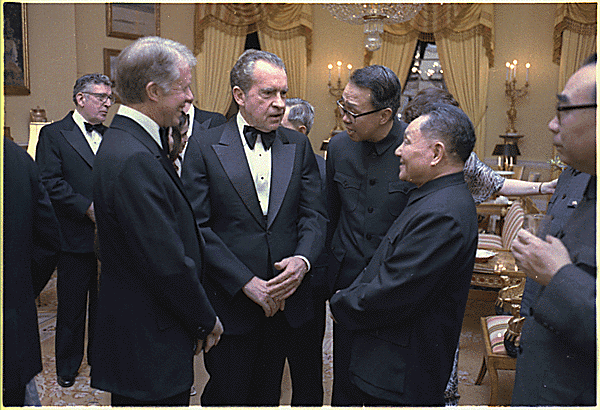
Deng samtalar med sittande president Jimmy Carter och f.d. president Richard Nixon under sitt officiella besök i USA, 29 januari 1979.

En normalisering av Kinas förhållande till USA inletts redan 1971 fullbordade Deng närmandet till USA och den 1 januari 1979 upprättade de båda länderna fullständiga diplomatiska relationer. För att främja de kinesisk-amerikanska förbindelserna genomförde Deng Xiaoping ett officiellt besök i USA den 28 januari-6 februari som gäst hos USA:s president Jimmy Carter. I samband med öppningen gentemot USA fick Kina status som mest-gynnad-nation i handeln med USA, vilket gav en skjuts åt Kinas ekonomi. 
För att stärka sin maktposition inom Kommunistpartiet förklarade Deng år 1979 krig mot Kinas södra grannland Vietnam, och genomförde en storskalig invasion av den norra delen av detta land. Det Kinesisk-vietnamesiska kriget ledde till många döda på båda sidor och omfattande förstörelse av infrastruktur i norra Vietnam. De vietnamesiska trupperna, mycket stridsvana efter Vietnamkriget (1959-1975), drev omgående ut angriparna. Bakslaget ledde till att Deng inledde ett reformprogram för att modernisera försvaret.
Deng gjorde återförenandet av Kina till en högsta prioritet och öppnade för informella ekonomiska förbindelser med Taiwan. 1984 förhandlade han fram ett överenskommelse med den brittiska premiärministern Margaret Thatcher att kronkolonin Hongkong skulle överlämnas till Kina den 1 juli 1997 med bibehållande av territoriets kapitalistiska system enligt formuleringen "ett land, två system". 

## Ekonomiska reformer
Genom att lansera ”den öppna dörrens politik”, lyckades Deng öka tillväxten i Kinas ekonomi. Deng återupplivande Zhou Enlais slogan om de fyra moderniseringarna inom industri, jordbruk, militär samt vetenskap och teknik, vilket utgjorde ett ramverk för reformarbetet. Kombinationen mellan kommunistpartiets maktmonopol och marknadsekonomiska reformer fick sedermera namnet "socialism med kinesiska särdrag", vilket blev en hörnsten i det som kallats "Deng Xiaoping-teori".
Det ekonomiska reformarbetet inleddes 1978-79 med avkollektivisering av jordbruket och de gamla folkkommunernas jordbruksmark delades ut till bönderna i det s.k. ansvarssystemet, enligt vilket jorden brukades privat av bönderna som själv fick behålla eller sälja det som blev kvar av skörden efter man uppfyllt de statliga spannmålsrekvisitionerna. Detta system hade redan prövats experimentellt på lokalt initiativ i Anhui- och Sichuan-provinserna under beskydd av de reformvänliga partisekreterarna Wan Li och Zhao Ziyang.
I juli 1979 öppnades fyra särskilda ekonomiska zoner med speciella villkor för utländska investerare i Shenzhen, Zhuhai, Shantou och Xiamen. Kinas ekonomiska tillväxt nådde mycket höga procentsiffror under hela 1980-talet; trenden bröts inte förrän i samband med den politiska och ekonomiska isolering Kina genomgick efter massakern på Den himmelska fridens torg 1989.

## Maktkamp i partiet och politisk oro
I takt med att de ekonomiska reformerna förändrade det kinesiska samhället ställde många intellektuella högre krav på politiska reformer och liberalisering, samtidigt som inflation och stigande matpriser ökade de sociala spänningarna. Den ökande sociala oron fick partiveteraner som Chen Yun och Bo Yibo att hårdare tag mot västerländskt inflytande och minskad reformtakt, samtidigt som de kritiserade partichefen Hu Yaobang för att vara alltför reformvänlig. För att förhindra en liberalisering av Kina satte därför Deng Xiaoping igång kampanjen mot andlig förorening 1983–1984, vilken utsatte i synnerhet Hu Yaobang hårda påtryckningar.
När studentdemonstrationer bröt ut 1985–1986 i Peking övergav Deng sitt stöd för Hu och tvingade honom att avgå som generalsekreterare. Zhao Ziyang övertog därmed posten som partichef, medan den konservative Li Peng blev premiärminister. På partiets trettonde partikongress i oktober 1987 bekräftades förändringarna i ledarskapet och Deng avgick som ledamot i politbyrån och dess ständiga utskott, men kvarstod som ordförande i militärkommissionen.

### Massakern på Himmelska fridens torg
I april 1989 avled den avsatte partichefen Hu Yaobang i en hjärtattack och i samband med dennes minnesceremoni utbröt en studentrörelse som krävde politiska reformer. Deng var fientligt inställd till studentrörelsen och den 26 april publicerades en av Deng godkänd ledarsida i Folkets dagblad, som brännmärkte studentrörelsen som "kontrarevolutionär". Ledarsidan publicerades utan partichefen Zhao Ziyangs vetskap, då denne var på officiellt besök i Nordkorea, och när han återvände vägrade han att ta till hårda metoder mot studentrörelsen. När även partiets högsta organ, politbyråns ständiga utskott, visade sig vara splittrat i frågan om hur man skulle ta itu med studentrörelsen, tog Deng Xiaoping över ledningen av partiet i samarbete med en grupp äldre statsmän Yang Shangkun, Chen Yun, Li Xiannian, Peng Zhen, Deng Yingchao, Wang Zhen och Bo Yibo.
Den 17 maj ställdes Peking under krigslagar och den 27 samma månad beslutade kretsen kring Deng att formellt avsätta Zhao Ziyang som generalsekreterare och ersätta honom med Jiang Zemin, ledamot i politbyrån och Shanghais partichef. Samtidigt vidtogs åtgärder för att samla trupper från Folkets befrielsearmé för att undertrycka demokratirörelsen med våld. Efter flera misslyckade försök att krossa studentrörelser trängde slutligen kontingenter från befrielsearmén in i Peking natten mellan den 3 och 4 juni 1989. Trupperna öppnade skarp eld mot civilbefolkningen som samlats för att skydda studentrörelsen och tvingade sedan studenterna vid Himmelska fridens torg att skingras. Arresteringsorder mot studentrörelsens ledare utfärdades. Beskjutningen av Pekings befolkning fortsatte under följande dagar, vilket ledde till mellan 220 och 3000 dödsoffer.
Dagarna efter massakern i Peking framträdde Deng i kinesisk TV och gav öppet sitt stöd till undertryckandet av rörelsen. I ett möte med den amerikansk-kinesiske fysikern Tsung-Dao Lee i september 1989 menade Deng att studentrörelsen var ett resultat av utländsk iblandning i Kinas interna angelägenheter. Det blodiga undertryckandet av studentrörelsen 1989 skadade Dengs anseende både inom Kina och utrikes och landet drabbades av både politiska och ekonomiska sanktioner från omvärlden. Kinas isolering ökade ytterligare när det kommunistiska blocket kollapsade 1989-91.

## De sista åren
Sedan Deng säkrat maktskiftet efter massakern vid Himmelska fridens torg beslutade han sig för att träda tillbaka och den 4 september avgick han från som ordförande i Centrala militärkommissionen till förmån för Jiang Zemin. Deng utövade fortfarande ett visst inflytande bakom kulisserna, men hans hälsotillstånd och sviktande hörsel begränsade möjligheterna.
Efter 1989 började den kinesiska ekonomin svikta på grund av sanktioner från utlandet samt avtagande reformtakt. Deng oroade sig för att det ekonomiska reformarbetet skulle stanna av och i januari och februari 1992 begav han sig på eget initiativ på en inspektionsresa till södra Kina. Han besökte Wuchang, Changsha, Shenzhen, Zhuhai och Shanghai och inskärpte i flera offentliga uttalanden behovet av fortsatta ekonomiska reformer. I oktober samma år deltog han som "särskild gäst" vid kommunistpartiets fjortonde kongress. Dengs interventioner bidrog till att bryta dödläget i kommunistpartiets ledning och vid mitten av 1990-talet hade Kinas ekonomiska tillväxt återhämtat sig. 
I slutet av 1994 försämrades Dengs hälsa drastiskt på grund av lunginflammation och Parkinsons sjukdom, och han slutade framträda offentligt. Han uttryckte dock en förhoppning om att uppleva Hongkongs överlämnande till Kina i juli 1997, men hans hälsotillstånd försämrades hastigt i januari 1997 och han avled den 15 januari samma år.